# بیل نای
ویلیام سانفورد «بیل» نای (زاده ۲۷ نوامبر ۱۹۵۵) در فرهنگ عامه مشهور به Bill Nye the Science Guy (بیل نای مرد علم) یک آموزگار علوم آمریکایی، کمدین، مجری تلویزیونی، نویسنده و دانشمند است که فعالیت شغلی خود را به عنوان مهندس مکانیک در شرکت بوئینگ آغاز کرد. او بیشتر به خاطر نقش‌اش به عنوان میزبان برنامه علمی کودکان در پی‌بی‌اس به نام Bill Nye the Science Guy شهرت یافته‌است. او اغلب در رسانه‌های مختلف به عنوان مربی علم حاضر می‌شود. او از ۲۰۰۵ تا ۲۰۱۰ معاون انجمن سیاره‌ای بوده‌است، که سازمانی برای تشویق نجوم و علوم فضایی است.

## دوران کودکی
نای در تاریخ بیست و هفتم ماه نوامبر سال ۱۹۵۵ در واشینگتن دی سی به دنیا آمد. مادرش ژاکلین جنکینز-نای (۱۹۲۱–۲۰۰۰) در جنگ جهانی دوم متخصص کشف رمز بود و پدرش ادوین داربی نای «ند» (۱۹۱۷–۱۹۹۷) نیز در جنگ جهانی دوم خدمت می‌کرد و در جزیره «ویک» قراردادهای ساخت باند فرودگاه را عهده‌دار بود که دستگیر شد و برای مدت چهار سال به زندان جنگی ژاپن فرستاده شد جایی که نه ساعت وجود داشت و نه جریان برق ولی او آموخت که چگونه با استفاده از سایه دسته یک بیل ساعت را بگوید و همین او را مشتاق ساعت‌های خورشیدی کرد. جنکینز نای عضوی از گروه زنان ممتازی به نام «دختران گوچر» در نیروی دریایی بود. افراد این گروه کارشان کمک به کشف رمز ارتش آلمان و ژاپن بود و طبق آنچه نای به خاطر می‌آورد به او «رزی ریوتر» نمی‌گفتند بلکه می‌گفتند: «رزی بهترین کد شکن.» وقتی مردم سؤال می‌کردند که در طول جنگ چه کاری انجام می‌داده با خنده می‌گفت: «نمی‌توانم بگویم!»

## اولین شغل در سیاتل
نای قبل از دریافت بورسیه برای حضور در دبیرستان سیدول فرندز در سال ۱۹۷۳، به مدرسه ابتدایی لافایت و دبیرستان الیس دیل می‌رفت. او وارد دانشگاه کامل در ایتاکا شد و در دانشکده مهندسی فضایی و مکانیک سیبلی به تحصیل مشغول شد. اشتیاقش به علم بعد از گذراندن کلاسی با کارل ساگان بیشتر شد و مدرک لیسانسش را در رشته مهندسی مکانیک در سال ۱۹۷۷ گرفت.

## کار در شرکت بوئینگ از سال ۱۹۷۷ تا ۱۹۸۶
پس از فارغ‌التحصیلی از دانشگاه کرنل، نای به عنوان مهندس در شرکت بوئینگ و مرکز کنترل سانداستند دیتا مشغول به کار شد وبرای هواپیماهای بوئینگ ۷۴۷، لوله هیدرولیک رزونانس ساپرسور (hydraulic resonance suppressor tube) را اختراع کرد. او چهار بار برای کار در برنامه آموزشی ناسا تقاضا کرد ولی هر چهار بار تقاضایش رد شد و پس از برنده شدن در مسابقه «شبیه بودن» استیو مارتین در سال ۱۹۷۸، شروع کرد به اجرای برنامه طنز مستقیم.

## بیل نای مرد دانشمند
بخش‌هایی از مجموعه تلویزیونی او با نام «بیل نای مرد دانشمند» یا «آقای دانشمند» توسط شرکت آموزشی و فرهنگی مبتکران به فارسی دوبله شده‌است. در این برنامه او به توضیح موضوع‌های مختلف مانند انرژی، فشار، مغز، پوست و غیره می‌پردازد. همچنین با انجام آزمایش‌های مرتبط با موضوع مورد بحث که امکان انجام آن برای دانش‌آموزان در خانه وجود دارد، به تفهیم بهتر مطالب علمی کمک می‌کند. بیل نای در هنگام ساخت سریال آقای دانشمند، ۷ جایزه ملی امی را برای نویسندگی، اجرا و تولید برنده شده‌است. این سریال در طول ۵ سال ۱۸ جایزه اِمی برنده شده‌است. مابین ساخت این سریال، او ۵ کتاب علمی برای کودکان نوشته‌است.